# Adolf Kayser
Adolf Kayser (* 8. November 1828 in Dahme/Mark; † 15. September 1912 in Berlin) war ein deutscher Verwaltungsjurist und Reichstagsabgeordneter.

## Leben
Adolf Kayser war der Sohn eines Amtsrats. Nach dem Abitur am Gymnasium in Luckau studierte er 1847 bis 1850 an der Friedrich-Wilhelms-Universität Berlin und der Rheinischen Friedrich-Wilhelms-Universität Bonn Rechtswissenschaften. 1848 wurde er Mitglied des Corps Neoborussia Berlin. 1849 schloss er sich dem Corps Borussia Bonn an. Nach dem Referendariat am Appellationsgericht in Lübben (Spreewald) trat er in den preußischen Staatsdienst. Er war Staatsanwalt in Küstrin. Im Dezember 1872 rückte er durch eine Nachwahl im Wahlkreis Frankfurt 3 (Königsberg/Neumark) und die Deutsche Reichspartei für den Abgeordneten Robert von Keudell in den Deutschen Reichstag nach, dem er bis Januar 1874 angehörte. Später wurde er Dirigent der Ministerial-, Militär- und Baukommission Berlin, Präsident des Bezirksausschusses Berlin und Wirklicher Geheimer Oberregierungsrat.
Kayser war Einjährig-Freiwilliger und Reserveoffizier (zuletzt Major). Er nahm an allen drei Einigungskriegen teil. Er war verheiratet mit Clemence geb. Löscher.